# Grands Express Aériens
Compagnie des Grands Express Aériens — упразднённая французская авиакомпания, один из первых коммерческих авиаперевозчиков в стране и в мире.

## История
Основана 20 марта 1919 года и работала на регулярных маршрутах вплоть до объединения 1 января 1923 года с другим французским перевозчиком Compagnie des Messageries Aériennes с образованием укрупнённой авиакомпании Air Union.
CGEA осуществляла регулярные полёты из Ле-Бурже (Париж) на лондонский аэродром Кройдон и в Лозанну, а с конца октября 1921 года и в аэропорт Женевы. Компания эксплуатировала несколько самолётов Farman F.60 «Голиаф» и десять лайнеров Vickers Vimy, все самолёты ранее использовались в качестве бомбардировщиков и были переделаны в гражданские суда.

## Авиапроисшествия
- 8 октября 1921 года. Самолёт Farman F.60 Goliath совершил аварийную посадку на аэродроме Сен-Инглевер департамент Па-де-Кале из-за возникших проблем с пропеллером сразу после вхождения лайнера в воздушную зону над французским побережьем. Самолёт выполнял регулярный международный рейс из Ле-Бурже в Кройдон[4].
- 30 ноября 1921 года. Самолёт Farman F.60 Goliath (регистрационный F-GEAD) получил повреждения при жёсткой посадке близ деревни Смит (графство), Великобритания). Воздушное судно впоследствии прошло ремонт и вернулось на регулярные маршруты[5].
- 11 февраля 1922 года. Самолёт Farman F.60 Goliath (регистрационный F-GEAI) был серьёзно повреждён при жёсткой посадке в Фарнборо (графство Кент, Великобритания). Списан[5][6].
- 7 апреля 1922 года над территорией Пикардии в условиях плохой видимости столкнулись Farman F.60 Goliath (регистрационный F-GEAD), следовавший регулярным рейсом из Ле-Бурже в Кройдон, и de Havilland DH.18A авиакомпании Daimler Airway. Погибли все семь человек на обоих воздушных судах. Данная катастрофа стала первым столкновением коммерческих самолётов в воздухе.